# Fuerte Huachuca

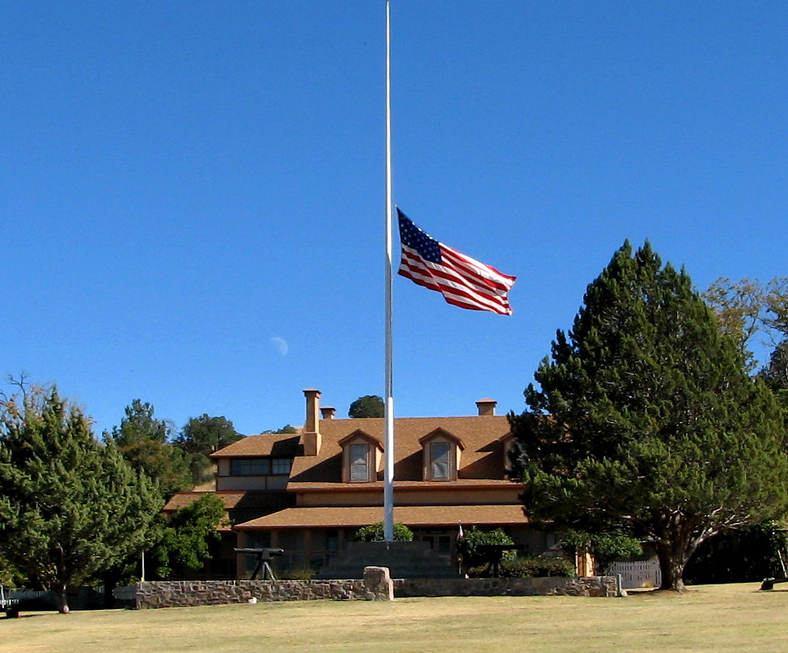
Edificio de los comandantes con bandera a media asta.

Fort Huachuca es una base del ejército de los Estados Unidos. Se encuentra en el condado de Cochise al sureste de Arizona, aproximadamente a 24 kilómetros de la frontera con México. A partir de 1913, durante 20 años, fue la base de los ‘’Soldados Búfalo", el 10 º Regimiento de Caballería.  Durante la preparación a la Segunda Guerra Mundial, el fuerte albergó más de 25.000 hombres.
Sierra Vista, se anexionó al fuerte en 1971; la ciudad de Huachuca se encuentra al norte y al este.  Sus principales vecinos son el la Red tecnológica empresarial de comandos del Ejército (NETCOM)/9.º Ejército de señales de mando y el Centro de Inteligencia del Ejército de los Estados Unidos. La base militar Militar Libby comparte pista de aterrizaje con el aeropuerto municipal de Sierra Vista. Está en la lista de los lugares alternos para los transbordadores espaciales, aunque no se ha usado nunca para ello.
Fort Huachuca es también el cuartel del sistema militar de radio del ejército, otras agencias inquilinas son la Interoperability Test Command y el Electronic Proving Ground.
El fuerte es también la sede del Sistema Militar Auxiliar de Radio del Ejército (MARS).  Entre otras agencias vecinas se incluyen el comando conjunto de pruebas de interoperabilidad (Joint Interoperability Test Command) y la “Electronic Proving Ground.
El fuerte alberga también un radar aerostático equipado, uno de los varios mantenidos por la Administración de Control de Drogas (DEA por sus siglas en inglés) de la Lockheed Martin.  El aerostato se está en el lado noreste de Garden Canyon, y cuando entra en funcionamiento, apoya las misiones de interdicción de la DEA al detectar avionetas que vuelan bajo que intentan penetrar el territorio de los Estados Unidos.
del Globo Aerostatico, equipado con un radar, uno de los pocos que usa la DEA (Drug Enforcement Administration, por sus siglas en inglés), hecho por la firma armamentista Lockheed Martin el aerestatico.